# Campeonato Pernambucano de Futebol de 2024 - Série A3
A Série A3 do Campeonato Pernambucano de Futebol de 2024, oficialmente Pernambucano Betnacional 2024 — Série A3 por questões de patrocínio, foi a 2.ª edição oficial da divisão correspondente ao terceiro nível do futebol pernambucano. A disputa teve o mesmo regulamento desde 2003, quando foi oficializado o retorno da terceira divisão estadual.
Em 15 de outubro, a Federação Pernambucana de Futebol (FPF-PE) suspendeu a ultima rodada competição devido uma liminar do TJD-PE, que julgou seis dos oito clubes que participaram da competição por escalação de jogadores irregulares e perda de pontos, segundo previsto no artigo 214 do Código Brasileiro de Justiça Desportiva (CBJD). Os clubes denunciados foram: América-PE, Pesqueira, Caruaru City, Belo Jardim, Chã Grande e Sete de Setembro. 
Apesar da punição com a perda de pontos, o América-PE que já havia garantido o acesso a Série A2 de 2025, acabou sagrando-se campeão ao confirmar o título, após golear na última rodada o Águia de Cumaru.
Após um mês de indefinição, o STJD manteve a punição ao Caruaru City por seis votos a zero, confirmando o acesso do Águia na Série A3 como vice-campeão e juntando-se ao América-PE na segunda divisão estadual em 2025.

## Regulamento
A Série A3 de 2024 foi disputada por oito clubes em turno único (fase única). O clube que obtiver o maior número de pontos ganhos será conclamado CAMPEÃO, e o segundo colocado será o VICE-CAMPEÃO. O campeão e o vice-campeão, terão acesso para o Pernambucano 2025 - Série A2. 
Cada clube poderá receber até 10 (dez) atletas transferidos por empréstimo de outros clubes do Campeonato Pernambucano Série A3 2024 respeitando o caput, e, de um mesmo clube, somente poderá receber por empréstimo até 05 (cinco) atletas. Os Clubes poderão relacionar nas súmulas de cada partida até 05 (cinco) atletas não profissionais, observando o limite de idade estabelecido no RGC — Regulamento Geral das Competições e seguindo as diretrizes da REC — Regulamento Específico da Competição.

### Critérios de desempate
Em caso de empate por pontos entre dois clubes, os critérios de desempate foram aplicados na seguinte ordem:
1. Número de vitórias;
2. Saldo de gols;
3. Gols pró (marcados);
4. Confronto direto;
5. Menor número de cartões vermelhos;
6. Menor número de cartões amarelos;
7. Sorteio.

## Informações das equipes
| Baixa | Equipes rebaixadas da Série A2 de 2023 |

| Pos. | Rebaixados da Série A2 |
| ---- | ---------------------- |
| 11   | 1.º de Maio            |
| 12   | Ferroviário do Cabo    |

| Pos. | Promovidos à Série A2 |
| ---- | --------------------- |
| 1    | Ypiranga-PE           |
| 2    | Ipojuca               |

| Equipe | Cidade      | Em 2023   | Estádio (mando)    | Capacidade | Títulos        |
| --- | ----------- | --------- | ------------------ | ---------- | -------------- |
| 1.º de Maio | Petrolina   | 11.º (A2) | Paulo Coelho       | 5 000      | 0 (não possui) |
| América-PE | Recife      | ND        | Ademir Cunha       | 12 500     | 0 (não possui) |
| Águia de Cumaru | Cumaru      | 7.º       | Varedão            | 5 000      | 0 (não possui) |
| Belo Jardim | Belo Jardim | ND        | Sesc Mendonção     | 7 050      | 0 (não possui) |
| Caruaru City | Caruaru     | ND        | Larcerdão          | 20 000     | 0 (não possui) |
| Chã Grande | Chã Grande  | ND        | Barbosão           | 3 400      | 0 (não possui) |
| Pesqueira | Pesqueira   | ND        | Joaquim de Brito   | 1 800      | 0 (não possui) |
| Sete de Setembro | Garanhuns   | ND        | Grito da República | 10 000     | 0 (não possui) |
| 1.º de Maio América-PE Águia de Cumaru Belo Jardim Caruaru City Chã Grande Pesqueira Sete de SetembroLocalização das equipes no estado. |             |           |                    |            |                |

## Classificação
| Pos | Equipe           | Pts | J | V | E | D | GP | GC | SG  | Classificação ou descenso                                           |
| --- | ---------------- | --- | - | - | - | - | -- | -- | --- | ------------------------------------------------------------------- |
| 1   | América-PE (C)   | 15  | 7 | 6 | 1 | 0 | 18 | 4  | +14 | Campeão e Promovido ao Campeonato Pernambucano 2025 - Série A2      |
| 2   | Águia de Cumaru  | 12  | 7 | 3 | 3 | 1 | 12 | 8  | +4  | Vice-campeão e Promovido ao Campeonato Pernambucano 2025 - Série A2 |
| 3   | Caruaru City     | 5   | 7 | 4 | 2 | 1 | 12 | 7  | +5  | Promovidos ao Campeonato Pernambucano 2025 - Série A2               |
| 4   | Belo Jardim      | 4   | 7 | 3 | 3 | 1 | 11 | 7  | +4  | Promovidos ao Campeonato Pernambucano 2025 - Série A2               |
| 5   | 1.º de Maio      | 4   | 7 | 1 | 1 | 5 | 6  | 16 | −10 |                                                                     |
| 6   | Pesqueira        | 0   | 7 | 1 | 5 | 1 | 3  | 4  | −1  |                                                                     |
| 7   | Sete de Setembro | −1  | 7 | 0 | 2 | 5 | 5  | 15 | −10 |                                                                     |
| 8   | Chã Grande       | −2  | 7 | 1 | 1 | 5 | 8  | 14 | −6  |                                                                     |

## Estatísticas

### Artilharia
| Pos. | Jogador   | Equipe          | Gols |
| ---- | --------- | --------------- | ---- |
| 1    | Renato    | América-PE      | 9    |
| 2    | Jeffinho  | Caruaru City    | 4    |
| 2    | Williams  | Águia de Cumaru | 4    |
| 3    | Rogerinho | Chã Grande      | 3    |
| 3    | Charles   | Belo Jardim     | 3    |

### Hat-tricks
| Jogador | Clube      | Adversário  | Placar  | Data          | Ref.   |
| ------- | ---------- | ----------- | ------- | ------------- | ------ |
| Renato  | América-PE | Belo Jardim | 4–2 (F) | 10 de outubro | [ 11 ] |
| Renato  | América-PE | Chã Grande  | 4–0 (C) | 27 de outubro | [ 4 ]  |

## Premiação
| Campeonato Pernambucano 2024 Série A3 |
| ------------------------------------- |
| AMÉRICA-PE Campeão (1.º título)       |